# Waematau muriwhenua
Waematau muriwhenua är en kräftdjursart som beskrevs av Duncan 1994. Waematau muriwhenua ingår i släktet Waematau och familjen tångloppor. Inga underarter finns listade i Catalogue of Life.